# (72508) 2001 DY70
(72508) 2001 DY70 – planetoida z pasa głównego asteroid okrążająca Słońce w ciągu 3,72 lat w średniej odległości 2,4 j.a. Została odkryta 19 lutego 2001 roku w programie LINEAR.